# Carmen Jodra
Carmen Jodra Davó (Madrid, 27 de agosto de 1980-Ibidem, 24 de julio de 2019) fue una poeta española, ganadora del premio Hiperión a los 18 años.

## Biografía
Jodra se licenció en Filología Clásica por la Universidad Autónoma de Madrid. Con su primer libro, Las moras agraces, consiguió buenas críticas y obtuvo el premio Hiperón con tan solo 18 años de edad. En 2001 asistió como invitada a Tertulias Poéticas, un programa del Centro de Estudios de la Poesía de la Universidad Popular José Hierro del Ayuntamiento de San Sebastián de los Reyes (Madrid) emitido por Canal Norte Televisión.
En 2004 publicó un nuevo poemario: Rincones sucios. En ese mismo año, Jodra recibió una beca de creación -otorgada por el Ayuntamiento de Madrid- para vivir en la Residencia de Estudiantes entre 2004 y 2006.
Opositó para un puesto de bibliotecaria y ejerció, primero en la Universidad Politécnica de Madrid y después en la Biblioteca Pública Luis Rosales de Carabanchel.
Jodra falleció a causa del cáncer en 2019, con 38 años.

## Reconocimientos
En mayo de 1998, ganó su primer premio en el certamen de poesía del instituto donde estudiaba. En junio del mismo año, a los 17 años de edad, consiguió el Premio de Poesía María Dolores Mañas, certamen literario otorgado por la Fundación Cultural Maraya.
En 1999 obtuvo el Premio Hiperión en su XIV edición, con su libro Las moras agraces. El jurado en su dictamen subrayó que había aparecido una nueva voz de amplio registro y sorprendentes hallazgos. El poemario tuvo gran éxito de crítica y llegó a alcanzar seis reediciones en su primer año de venta.

## Obra

### Poesía
- Las moras agraces (XIV Premio Hiperión de Poesía; Madrid, Hiperión, 1999). 80 p. ISBN 84-7517-624-0.
- Rincones sucios (accésit del XIX Premio Joaquín Benito de Lucas; Talavera de la Reina, Ayuntamiento, Colección Melibea, 2004). 69 p. ISBN 84-88439-43-1.
- El libro doce; Madrid, La Bella Varsovia, 2021. 72 p. ISBN 978-84-121693-9-3.

### Inclusiones en antologías de poesía
- La generación del 99 (ed. José Luis García Martín; Oviedo, Nobel, 1999). 350 p. ISBN 84-89770-80-8.
- Antología de las mejores poesías de amor en lengua española (ed. Luis María Anson; Barcelona, Plaza y Janés, 2000). 640 p. ISBN 84-89770-80-8.
- Aldea Poética II (ed. Antonio Pastor Bustamante; Madrid, Ópera Prima, 2000)
- Un siglo de sonetos en español (ed. Jesús Munárriz; Madrid, Hiperión, 2000).
- La voz y la escritura. 80 propuestas poéticas desde los Viernes de la Cacharrería (ed. Miguel Losada; Madrid, Comunidad de Madrid y Centro Bibliográfico y Cultural O.N.C.E., 2001).
- Mujeres de carne y verso (ed. Manuel Francisco Reina; Madrid, La Esfera de los Libros, 2002). 528 p. ISBN 84-9734-012-4.
- Ni Ariadnas ni Penélopes. Quince escritoras españolas para el siglo veintiuno (ed. Carmen Estévez; Madrid, Castalia, 2002). 226 p. ISBN 84-9740-019-4.
- Orfeo XXI. Poesía española contemporánea y tradición clásica (eds. Pedro Conde Parrado y Javier García Rodríguez; Gijón, Llibros del Pexe, 2005). 298 p. ISBN 84-96117-45-6.
- Sextinas. Pasado y presente de una forma poética (ed. Chús Arellano, Jesús Munárriz, Sofía Rhei). Madrid, Hiperión, 2011.460 p. ISBN 978-84-7517-985-8.